# Spacex CRS-2
Spacex CRS-2 eller SpX-2 var den andra ordinarie flygningen av företaget Spacexs rymdfarkost Dragon. Farkosten sköts upp med en Falcon 9-raket den 1 mars 2013 och dockades med Internationella rymdstationen den 3 mars. Farkosten levererade olika typer av förnödenheter till rymdstationen och lastades sedan med prover och utrustning som återfördes till jorden.
Farkosten lämnade rymdstationen den 26 mars 2013, några timmar senare återinträdde den i jordens atmosfär och landade i Stilla havet.

### Fotnoter
1. ↑  ”NASA Space Science Data Coordinated Archive” (på engelska). NASA. https://nssdc.gsfc.nasa.gov/nmc/spacecraft/display.action?id=2013-010A. Läst 2 mars 2020.
2. ↑  Manned Astronautics - Figures & Facts Arkiverad 16 augusti 2016 hämtat från the Wayback Machine., läst 23 juli 2016.